# Донал Гаміл
Донал Гаміл (англ. Donal Hamill) — ірландський дипломат. Надзвичайний і Повноважний посол Ірландії в Чехії та в Україні за сумісництвом.

## Життєпис
Донал Хемілл на дипломатичній службі Ірландії з травня 1972 року, зробив блискучу кар'єру в міжнародних справах, що включає в себе службу в ірландському посольстві в Стокгольмі у 1973 році; в Бонні в 1985 році; він також був Генеральним консулом Ірландії в Нью-Йорку в 1993 році.
У 2001—2005 рр. — Надзвичайний і Повноважний посол Ірландії в Норвегії.
У 2005—2008 рр. — Надзвичайний і Повноважний посол Ірландії в Чехії та в Україні за сумісництвом
З 2008 року — Надзвичайний і Повноважний посол Ірландії в Швеції